# Pucciniomycetes
Pucciniomycetes é uma classe de fungos do subfilo Pucciniomycotina de Basidiomycota. Esta classe contém 5 ordens, 21 famílias, 190 géneros, e 8016 espécies.